# Tommy Ryan
Tommy Ryan (właśc. Joseph Youngs, ur. 31 marca 1870 w Redwood w stanie Nowy Jork, zm. 3 sierpnia 1948 w Van Nuys) – amerykański bokser, były zawodowy mistrz świata kategorii półśredniej i średniej.
Był jednym z najwybitniejszych pięściarzy przełomu XIX i XX wieku, zawodowym mistrzem świata (w dwóch kategoriach wagowych) od 1894 do 1907. Przegrał tylko dwie (według niektórych źródeł trzy) walki.
Pierwsze walki zawodowe stoczył w 1887. Po śmierci Paddy’ego Duffy’ego w 1890 nie było powszechnie uznawanego mistrza świata kategorii półśredniej. Ryan po pokonaniu przez poddanie w 76. rundzie Danny’ego Needhama 16 lutego 1891 w Minneapolis podniósł roszczenia do tego tytułu. Następnie znokautował w obronie tytułu Billy’ego McMillana i Franka Howsona oraz zremisował z Jackiem Wilkesem. Powszechne uznanie jako champion zyskał, gdy 26 lipca 1894 w Minneapolis pokonał na punkty Mysterious Billy’ego Smitha (z którym wcześniej dwukrotnie zremisował).
Broniąc tytułu mistrzowskiego 18 stycznia 1895 w Nowym Jorku pokonał przez techniczny nokaut w 3. rundzie byłego mistrza świata wagi średnie „Nonpareil” Jacka Dempseya (który jednak był wówczas poważnie chory na gruźlicę) i zremisował 27 maja tego roku z Mysterious Billym Smithem (walka została przerwana przez policję w 18. rundzie; w tym czasie Smith zwisał bezwładnie na linach).
Ryan niespodziewanie został znokautowany w 15. rundzie 2 marca 1896 w Nowym Jorku przez Kida McCoya (był to pojedynek o tytuł mistrzowski w wadze średniej). McCoy był wcześniej sparringpartnerem Ryana, który go zlekceważył i niedostatecznie przygotował się do walki. Podobno McCoy wprowadził Ryana w błąd udając, że jest chory i bez sił.
Ryan pokonał Mysterious Billy’ego Smitha przez dyskwalifikację 25 listopada 1896 w Nowym Jorku, a po wygraniu z Tomem Traceyem 24 lutego 1897 w Syracuse skoncentrował się na walkach w wadze średniej.

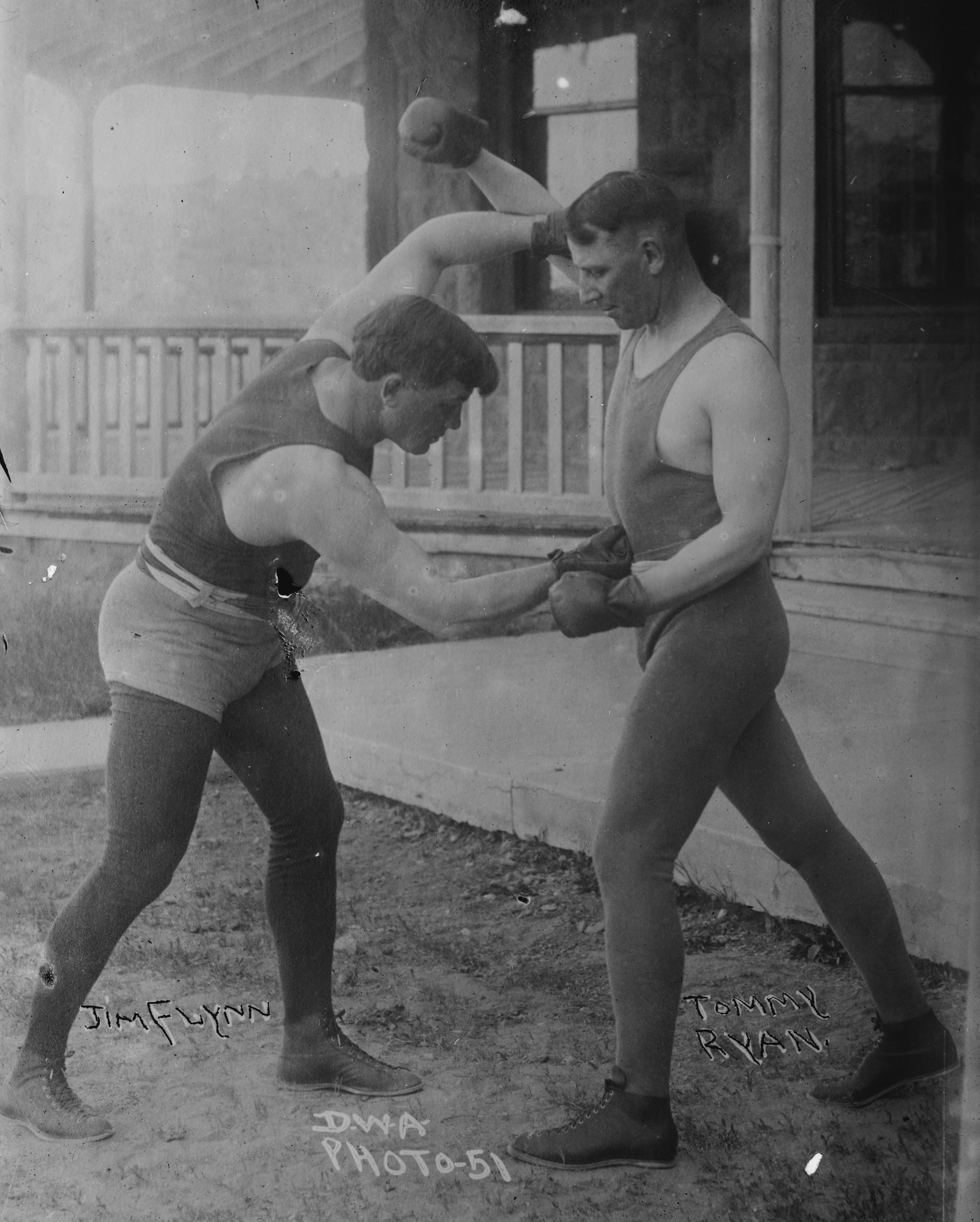
Fireman Jim Flynn (z lewej strony) i Ryan

Od 1897 Tommy Ryan walczył głównie w wadze średniej nie mogąc utrzymać limitu kategorii półśredniej. 24 października 1898, po pokonaniu Jacka Bonnera w Nowym Jorku, został powszechnie uznany za mistrza tej kategorii wagowej. Wielokrotnie bronił mistrzostwa do 1902. Walczył do 1904, a potem stoczył jeszcze dwie walki w 1907. W grudniu 1906 ogłosił rezygnację z tytułu mistrzowskiego. W 1911 powrócił na ring, by stoczyć jedną walkę no decision.
Został wybrany w 1991 do Międzynarodowej Bokserskiej Galerii Sławy.